# نودج
نودج (بالفارسية: نودژ) هي مدينة تقع في قسم أسمينون من مدينة مانوجان في محافظة كرمان في إيران. يقدر عدد سكانها بـ 5,510 نسمة .